# Nadia Podoroska
Nadia Podoroska (Rosario, Argentína, 1997. február 10. –) argentin hivatásos teniszezőnő.
2012 óta tartó pályafutása során párosban egy WTA-tornát nyert meg. Emellett egyéniben 3 WTA125K-, valamint egyéniben 14, párosban 7 ITF-tornagyőzelmet szerzett. Legmagasabb világranglista helyezése egyéniben a 2021. július 12-én elért 36. helyezés, párosban a legjobbjaként 2021. október 18-án a 62. helyen állt.
A Grand Slam-tornákon a legjobb eredménye egyéniben a 2020-as Roland Garroson elért elődöntő, amelyig a kvalifikációból indulva jutott el. Ezzel az eredményével több, mint 80 helyet javítva egyből a Top50-be került. Párosban a 2021-es Roland Garroson jutott be az elődöntőbe.
2014 óta tagja Argentína Fed-kupa-válogatottjának.

## WTA döntői

### Páros
| Összesítés           |                        |
| Grand Slam-torna (0) |                        |
| Tier I (0)           | Premier Mandatory* (0) |
| Tier II (0)          | Premier Five* (0)      |
| Tier III (0)         | Premier* (0)           |
| Tier IV (0)          | International* (1)     |
| Tier V (0)           | Challenger* (0)        |

* 2009-től megváltozott a tornák rendszere.
 Az egymás mellett azonos színnel jelölt tornatípusok között nincs teljes mértékű megfelelés.

#### Győzelmei (1)
|    | Dátum             | Torna                   | Borítás | Partner             | Ellenfél a döntőben                | Eredmény a döntőben |
| 1. | 2017. április 15. | Copa Colsanitas, Bogotá | Salak   | Beatriz Haddad Maia | Verónica Cepede Royg Magda Linette | 6–3, 7–6(4)         |

#### Elveszített döntői (1)
|    | Dátum             | Torna                   | Borítás | Partner       | Ellenfél a döntőben               | Eredmény a döntőben |
| 1. | 2018. április 14. | Copa Colsanitas, Bogotá | Salak   | Mariana Duque | Dalila Jakupović Irina Hromacsova | 3–6, 4–6            |

## WTA 125K döntői

### Egyéni

#### Győzelmei (3)
|    | Dátum               | Torna                           | Borítás | Ellenfél a döntőben | Eredmény a döntőben |
| 1. | 2023. február 5.    | Copa Oster, Cali                | Salak   | Paula Ormaechea     | 6–4, 6–2            |
| 2. | 2024. március 31.   | San Luis Open, San Luis Potosí  | Salak   | Francesca Jones     | 6–1, 6–2            |
| 3. | 2024. augusztus 17. | Barranquilla Open, Barranquilla | Kemény  | Tatjana Maria       | 6–2, 1–6, 6–3       |

### Páros

#### Elveszített döntői (1)
|    | Dátum               | Torna                             | Borítás | Partner                | Ellenfél a döntőben           | Eredmény a döntőben |
| 1. | 2020. szeptember 6. | Advantage Cars Prague Open, Prága | Salak   | Giulia Gatto Monticone | Lidzija Marozava Andreea Mitu | 4–6, 4–6            |

## ITF döntői

### Egyéni: 17 (14–3)
| Legend         |
| -------------- |
| $100,000 torna |
| $80,000 torna  |
| $60,000 torna  |
| $25,000 torna  |
| $15,000 torna  |
| $10,000 torna  |

| Borításonként |
| ------------- |
| Kemény (3–0)  |
| Salak (11–3)  |
| Fű (0–0)      |
| Szőnyeg (0–0) |

| Eredmény | Gy–V | Dátum               | Torna                                       | Borítás | Ellenfél             | Eredmény              |
| -------- | ---- | ------------------- | ------------------------------------------- | ------- | -------------------- | --------------------- |
| Győztes  | 1–0  | 2013. november      | ITF Santiago, Chile                         | Salak   | Cecilia Costa Melgar | 6–2, 5–7, 3–5 feladta |
| Győztes  | 2–0  | 2014. március       | ITF Lima, Peru                              | Salak   | Carla Lucero         | 6–3, 6–4              |
| Győztes  | 3–0  | 2014. március       | ITF Lima, Peru                              | Salak   | Argyelán Csilla      | 6–2, 6–4              |
| Győztes  | 4–0  | 2014. május         | ITF Bol, Horvátország                       | Salak   | Bianca Botto         | 6–1, 6–7(6), 6–1      |
| Győztes  | 5–0  | 2014. június        | ITF Bol, Horvátország                       | Salak   | Olha Jancsuk         | 6–3, 2–6, 6–2         |
| Győztes  | 6–0  | 2015. március       | ITF São José dos Campos, Brazília           | Salak   | Victoria Bosio       | 6–7(6), 7–6(2), 6–3   |
| Döntős   | 6–1  | 2015. március       | ITF São José do Rio Preto, Brazília         | Salak   | Katarzyna Kawa       | 5–7, 6–3, 4–6         |
| Döntős   | 6–2  | 2015. április       | ITF Santiago, Chile                         | Salak   | Fernanda Brito       | 1–6, 0–6              |
| Győztes  | 7–2  | 2016. április       | ITF São José dos Campos, Brazília           | Salak   | Gabriela Cé          | 7–6(2), 6–1           |
| Győztes  | 8–2  | 2016. július        | ITF Denain, Franciaország                   | Salak   | Irina Ramialison     | 6–3, 5–7, 6–4         |
| Győztes  | 9–2  | 2018. június        | ITF Périgueux, Franciaország                | Salak   | Myrtille Georges     | 6–2, 6–0              |
| Győztes  | 10–2 | 2019. május         | Torneo Conchita Martínez, Spanyolország     | Kemény  | Cristina Bucșa       | 6–2, 4–6, 6–2         |
| Győztes  | 11–2 | 2019. október       | ITF Pula, Olaszország                       | Salak   | Martina Trevisan     | 7–6(5), 6–1           |
| Győztes  | 12–2 | 2020. január        | ITF Malibu, Egyesült Államok                | Kemény  | Claire Liu           | 4–6, 6–3, 6–3         |
| Győztes  | 13–2 | 2020. január        | ITF Petit-Bourg, Franciaország (Guadeloupe) | Kemény  | Harmony Tan          | 7–5, 7–5              |
| Győztes  | 14–2 | 2020. szeptember    | Open de Saint-Malo, Franciaország           | Salak   | Cristina Bucșa       | 4–6, 7–5, 6–2         |
| Döntős   | 14–3 | 2022. augusztus 14. | San Bartolomé de Tirajana, Spanyolország    | Salak   | Julia Grabher        | 4–6, 3–6              |

### Páros: 12 (7–5)
| Díjazás        |
| -------------- |
| $100,000 torna |
| $80,000 torna  |
| $60,000 torna  |
| $25,000 torna  |
| $15,000 torna  |
| $10,000 torna  |

| Borításonként |
| ------------- |
| Kemény (2–0)  |
| Salak (5–5)   |
| Fű (0–0)      |
| Szőnyeg (0–0) |

| Eredmény | Gy–V | Dátum             | Torna                                   | Borítás | Partner                 | Ellenfelek                                | Eredmény               |
| -------- | ---- | ----------------- | --------------------------------------- | ------- | ----------------------- | ----------------------------------------- | ---------------------- |
| Győztes  | 1–0  | 2013. december    | ITF São José dos Campos, Brazília       | Salak   | Eduarda Piai            | Fernanda Brito Stephanie Petit            | 7–6(4), 7–5            |
| Döntős   | 1–1  | 2014. március     | ITF Santiago, Chile                     | Salak   | Sofía Blanco            | Fernanda Brito Camila Silva               | 6–1, 6–7(5), [7–10]    |
| Döntős   | 1–2  | 2015. március     | ITF São José do Rio Preto, Brazília     | Salak   | Guadalupe Pérez Rojas   | Ana Victoria Gobbi Monllau Constanza Vega | 3–6, 6–3, [9–11]       |
| Győztes  | 2–2  | 2015. április     | ITF Santiago, Chile                     | Salak   | Guadalupe Pérez Rojas   | Fernanda Brito Eduarda Piai               | 6–4, 6–4               |
| Döntős   | 2–3  | 2016. március     | ITF Campinas, Brazília                  | Salak   | Guadalupe Pérez Rojas   | Gabriela Cé Florencia Molinero            | 6–1, 4–6, [4–10]       |
| Döntős   | 2–4  | 2016. április     | ITF São José dos Campos, Brazília       | Salak   | Guadalupe Pérez Rojas   | Camila Giangreco Campiz Constanza Vega    | 7–6(5), 6–7(5), [8–10] |
| Győztes  | 3–4  | 2016. június      | Hódmezővásárhely Open, Magyarország     | Salak   | Laura Pigossi           | Irina Bara Lina Gjorcheska                | 6–3, 6–0               |
| Győztes  | 4–4  | 2017. február     | ITF Surprise, Egyesült Államok          | Kemény  | Mariana Duque Mariño    | Usue Maitane Arconada Sofia Kenin         | 4–6, 6–0, [10–5]       |
| Győztes  | 5–4  | 2017. július      | Torneo Internazionale Rome, Olaszország | Salak   | Anasztaszija Komargyina | Quirine Lemoine Eva Wacanno               | 7–6(3), 6–3            |
| Győztes  | 6–4  | Jun 2018          | Hódmezővásárhely Open (2)               | Salak   | Jani Réka Luca          | Danka Kovinić Nina Stojanović             | 6–4, 6–4               |
| Győztes  | 7–4  | 2018. szeptember  | ITF Lubbock, Egyesült Államok           | Kemény  | Naomi Broady            | Vladica Babic Hayley Carter               | 3–6, 6–2, [10–8]       |
| Döntős   | 7–5  | 2023. április 16. | Chiasso Open, Chiasso, Svájc            | Salak   | Andreea Mitu            | Emily Appleton Julia Lohoff               | 1–6, 2–6               |

## Eredményei Grand Slam-tornákon

### Egyéni
| Grand Slam | Australian Open | Australian Open    | Roland Garros  | Roland Garros      | Wimbledon      | Wimbledon           | US Open        | US Open         |
| Év         | Eredmény        | Utolsó ellenfél    | Eredmény       | Utolsó ellenfél    | Eredmény       | Utolsó ellenfél     | Eredmény       | Utolsó ellenfél |
| 2016       | –               | –                  | –              | –                  | –              | –                   | 1. kör         | Annika Beck     |
| 2017       | Selejtező (Q1)  | Selejtező (Q1)     | Selejtező (Q1) | Selejtező (Q1)     | Selejtező (Q1) | Selejtező (Q1)      | –              | –               |
| 2018       | –               | –                  | –              | –                  | –              | –                   | –              | –               |
| 2019       | Selejtező (Q2)  | Selejtező (Q2)     | –              | –                  | –              | –                   | Selejtező (Q1) | Selejtező (Q1)  |
| 2020       | –               | –                  | Elődöntő       | Iga Świątek        | elmaradt       | elmaradt            | –              | –               |
| 2021       | 2. kör          | Donna Vekić        | 1. kör         | Belinda Bencic     | 2. kör         | Tereza Martincová   | 1. kör         | Greet Minnen    |
| 2022       | –               | –                  | –              | –                  | Selejtező (Q2) | Selejtező (Q2)      | 1. kör         | A K Schmiedlová |
| 2023       | 2. kör          | Viktorija Azaranka | 2. kör         | Karolína Muchová   | 2. kör         | Viktorija Azaranka  | 1. kör         | Cseng Csin-ven  |
| 2024       | 2. kör          | Amanda Anisimova   | 1. kör         | Viktorija Azaranka | 1. kör         | Dajana Jasztremszka | 1. kör         | Gyiana Snajgyer |
| 2025       | 1. kör          | Karolína Muchová   |                |                    |                |                     |                |                 |

## Év végi világranglista-helyezései
| Év     | 2012 | 2013 | 2014 | 2015 | 2016 | 2017 | 2018 | 2019 | 2020 | 2021 | 2022 | 2023 | 2024 |
| Egyéni | 594. | 547. | 368. | 332. | 191. | 158. | 304. | 234. | 47.  | 83.  | 204. | 78.  | 80.  |
| Páros  | 658. | 732. | 371. | 336. | 191. | 314. | 320. | 255. | 287. | 68.  | 461. | 253. | 362. |